# Khuldabad

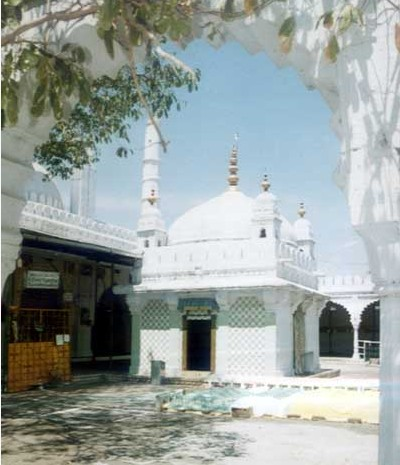
tomba de Burhan al-Din Gharib

Khuldabad (urdu: خلد آباد hindi: ख़ुल्दाबाद, IPA: [xʊlda:ba:d]; també esmentada com Kuldabad o Khultabad) és una ciutat i consell municipal (la municipalitat es va establir el 1946) de Maharashtra al districte d'Aurangabad, capital de la taluka del mateix nom. La població el 2001 era de 12.794 habitants.
Porta el nom en honor de l'emperador Aurangzeb que tenia com a nom pòstum Khuldmakan (El que resideix a l'eternitat). Antigament era coneguda com a Rauza (Jardí del Paradis) i actualment se l'esmenta com la Vall dels Sants o la Llar de l'Eternitat perquè a una vall prop de la ciutat hi ha enterrats diversos sants sufites (uns 1500). També inclou les tombes de:
- Aurangzeb, mort a Ahmadnagar el març de 1707 i enterrat a la tomba del xeic Zayn al-Hakk
- Azam Shah (segon fill d'Aurangzeb) i la seva esposa Bani Begum
- Khan Jahan, dues vegades virrei del Dècan i germà adoptiu d'Aurangzeb, mort vers 1700
- Malik Anbar, ministre nizamshàhida
- Nizam al-Mul Asaf Jah I fundador de l'estat d'Hyderabad
- Nasir Jang, segon fill d'Asf Jah I
- Muzaffar Jang, tercer nizam
- Un dels Nizam Shahs, reis d'Ahmednagar
- Tana Shah, darerr rei de Golkonda
- Zar Zari Zar Baksh, un dels primers sufites
- Ganj Rawan Ganj Baksh, primer sant de la regió
- xeic Burhan al-Din Gharib Chisti, fundador d'una orde sufita
- xeic Zain al-Din Shirazi
- Dignataris dels nizamshàhides
- Dignataris de la dinastia d'Hyderabad